# Стефан Едберг

Стефан Едберг (швед. Stefan Edberg, 19 січня 1966) — шведський тенісист, у минулому перша ракетка світу, переможець шести турнірів Великого шолома в одиночному розряді й трьох в парному розряді, дворазовий бронзовий медаліст Олімпійських ігор.
Едберг був яскравим представником класичного стилю тенісу за принципом подача - вихід до сітки. Єдиний турнір Великого шолома, який йому не покорився - Відкритий чемпіонат Франції, який грається на повільних ґрунтових кортах. На Ролан-Гарросі він зумів добратися лише до фіналу в 1989, поступившись у вирішальному матчі Майклу Чангу.
У парному розряді Едберг переміг на Відкритому чемпіонаті Австралії та Відкритому чемпіонаті США в 1987 році в парі з Андресом Яррідом. Ще одну перемогу в Австралії Едберг здобув у 1996 в парі з Петром Кордою. Це був його останній великий шолом.
Едберг переміг на показовому турнірі тенісистів на Лос-Анджелеській олімпіаді 1984. На Сеульській олімпіаді, де теніс входив до офіційної програми змагань Едберг здобув дві бронзові медалі - в одиночному розряді та в парі, граючи з Андерсом Яррідом.

## Статистика

### Історія виступів на турнірах Великого шлему
| W | Ф | ПФ | ЧФ | #Р | КТ | К# | DNQ | A | NH |

| Турніри Великого шолома                |     |     |      |     |      |      |      |      |      |      |      |     |     |     |        |        |       |
| Відкритий чемпіонат Австралії з тенісу | 2р  | ЧФ  | П    | NH  | П    | ПФ   | ЧФ   | Ф    | ПФ   | Ф    | Ф    | ПФ  | 4р  | 2р  | 2 / 13 | 56–10  | 84.85 |
| Відкритий чемпіонат Франції з тенісу   |     | 2р  | ЧФ   | 2р  | 2р   | 4р   | Ф    | 1р   | ЧФ   | 3р   | ЧФ   | 1р  | 2р  | 4р  | 0 / 13 | 30–13  | 69.77 |
| Вімблдонський турнір                   | 2р  | 2р  | 4р   | 3р  | ПФ   | П    | Ф    | П    | ПФ   | ЧФ   | ПФ   | 2р  | 2р  | 2р  | 2 / 14 | 49–12  | 80.33 |
| Відкритий чемпіонат США з тенісу       | 1р  | 2р  | 4р   | ПФ  | ПФ   | 4р   | 4р   | 1р   | П    | П    | 2р   | 3р  | 3р  | ЧФ  | 2 / 14 | 43–12  | 78.18 |
| В-П                                    | 1–3 | 6–4 | 16–3 | 8–3 | 17–3 | 18–3 | 19–3 | 13–3 | 21–3 | 19–3 | 16–4 | 8–4 | 7–4 | 9–4 | 6 / 54 | 178–47 | 79.11 |

### Рекорди
| Турнір                            | Роки'            | Встановлений рекорд                  | З ким ділить                                       |
| Відкритий чемпіонат Японії        | 1987, 1989– 1991 | 4 титули в одиночному розряді        | Одноосібно                                         |
| 1-ша ракетка світу                | 1986– 1992       | І в одиночному, і в парному розрядах | Джон Макінрой                                      |
| Найменша можлива кількість геймів | 1987             | Три сухі сети (6–0, 6–0, 6–0)        | Нікола Шпер Карел Новачек Іван Лендл Серхі Бругера |
| Тур ATP 500                       | 1991             | 4 титули за один сезон               | Борис Бекер Хуан Мартін дель Потро                 |